# Ronensis
Ronensis är ett anonymnamn på en byggmästare och stenmästare verksam under slutet av 1200-talet.
Mycket lite är känt om Ronensis liv och öde. Man vet att han var verksam på Gotland under 1270–1280-talen då han medverkade som byggmästare i uppförandet av Rone kyrka till hans andra arbeten räknas även Närs kyrka. Man antar att han även var anlitad vid arbeten vid Atlingbo kyrka och Hamra kyrka. 